# Воины в матросках
Воины в матросках или Сейлор Воины (яп. セーラー戦士 Сэ:ра: Сэнси) — вид персонажей в метасерии «Сейлор Мун». Название этой группы происходит от сэра фуку (или в искаженном прочтении «сейлор фуку»), типа японской школьной формы. Оригинальный термин Sailor Senshi является сочетанием английского и японского языков, где сэнси может обозначать «солдат» или «воин». Впервые термин был использован создателем серии Наоко Такэути и получил распространение среди фанатов, говорящих на обоих языках. Среди русскоговорящих фанатов используется в искажённом прочтении «Сейлор Сенши». Перевод «Сейлор Воин» также широко используется, но не только фанатами: такое название появлялось и в мюзиклах. В игровом сериале слово «сэнси» переводится как «хранитель». Среди других титулов используются «Сейлор Скауты» (вариант пришёл из перевода компании DiC на английский язык), «воины в матросках» или просто «Сейлоры».
Воины в матросках, как и все классические девочки-волшебницы, имеют две формы: обычную и магическую. У каждого воина есть последовательность трансформаций, которая даёт ей одежду своего цвета и свой собственный вид стихийных атак; эти силы они получают от объекта, называемого «сейлор кристаллом», который, как утверждается, находится внутри каждой из них. Аксессуары, получаемые ими вместе с формой, могут также использоваться как боевое оружие. По утверждению Наоко Такэути, только девушки могут быть воинами в матросках, в то же время существует как минимум один мужчина с Сейлор кристаллом — это Мамору Чиба, являющийся хранителем планеты Земля и использующий псевдоним «Такседо Маск». Только в манге он обладает способностями к психометрии.
Наиболее известным и классическим воином в матроске является Сейлор Мун собственной персоной. Она возглавляет основную часть воинов в защите Земли (или всей Галактики, если это необходимо) от различных угроз. Официально, в команде всего лишь 10 воинов: она, Сейлор Чиби Мун и восемь планетарных воинов, носящих имена планет Солнечной системы, включая Плутон и исключая Землю.

## Команда воинов в матросках
Воины в матросках часто сами разделяются на подкоманды, связанные как с их возрастом и обязанностями как воинов. По сюжету всегда ясно, кто из воинов к какой группе относится, так как они стараются работать по отдельности, так что о самом различии редко говорится напрямую. Официальные названия, существующие для различия между группами, — это «воины-хранители» и «внешние воины». Русскоязычные фанаты обычно используют неканонический термин «внутренние воины» для первой группы.
В мюзиклах используются термины naibu taiyōkei yon senshi («четыре воина внутренней солнечной системы») и gaibu taiyōkei yon senshi («четыре воина внешней солнечной системы»), но в других произведениях серии такие термины не наблюдаются.
Сейлор Мун и Сейлор Малышка, несмотря на то, что они воины в матросках, не включаются в подразделения. В манге Сейлор Малышка является частью своей собственной команды, состоящей из неё и сейлор квартета. Хотя обычно квартет не включают в команду сейлоров, так как они, как и Малышка, пришли из 30-го века, но, в отличие от неё, редко присоединяются к воинам в матросках в настоящем.

### Внутренние воины
Внутренние воины (англ. Guardian Senshi воины-хранители, термин «внутренние воины» ни разу не использовался в оригинальных произведениях) — это четвёрка воинов, являющихся ближайшими защитниками Сейлор Мун. Они носят имена ближайших к Земле планет Солнечной системы. Это Меркурий, Венера, Марс и Юпитер. Вместе с Сейлор Мун они составляют классический сэнтай (супергеройский отряд) и являются основными персонажами серии произведений. В манге полное название их группы звучит как «Четверо воинов богов-хранителей» (яп. 四守護神の戦士 ён сю:госин но сэнси), но используется крайне редко.
Сюжет повествует, что в своей прошлой жизни эти четверо были защитниками Принцессы Серенити с самого её рождения и жили вместе с ней в Лунном королевстве — Серебряном Тысячелетии. Когда их утопичная жизнь была уничтожена, пятеро были перерождены на Земле в XX веке как Усаги Цукино (Сейлор Мун) и её лучшие друзья: Ами Мидзуно (Сейлор Меркурий), Рэй Хино (Сейлор Марс), Макото Кино (Сейлор Юпитер) и Минако Айно (Сейлор Венера). Им было 14 лет, когда началась основная история.
В большинстве случаев внутренние воины изображаются более связанными с обычной жизнью и с миром вообще, чем внешние. Несмотря на то, что есть моменты, когда это не так, существует тенденция, что они более открыты, глупы и доверчивы к помощи со стороны. Если это возможно, они всегда стараются спасти всех, кого только возможно. У каждой из них есть аксессуары, используемые ими в бою, но они не настолько важны и не настолько связаны с их силами, как у Внешних воинов. Воины-хранители также слабее и менее зрелые; тем не менее, часто благодаря их состраданию и настойчивости, а не их силе, достигаются победы.
В современной астрономии деление планет Солнечной системы на внешние и внутренние происходит по метеоритному поясу и смене типа планет с земной группы на газовых гигантов. Такая классификация относит Юпитер к внешним планетам, хотя Сейлор Юпитер в произведениях внутренний воин.

### Внешние воины
Внешние воины, чьей обязанностью является защита солнечной системы от внешних угроз, носят имена в честь четырёх планет, расположенных дальше других от солнца. Это Сатурн, Уран, Нептун и Плутон. В манге они официально называются «внешние воины солнечной системы» (яп. 外部太陽系戦士 гаибу таиё:кэи сэнси), в аниме они тоже используют его, говоря о себе. Воины-хранители обычно называют их «Уран-тати», имея в виду приблизительно «Уран и компания».
В эру Серебряного Тысячелетия Сейлор Уран, Нептун и Плутон защищали границу солнечной системы и были обязаны останавливать любые атаки пришельцев. Сейлор Сатурн среди них не было, так как она приносит разрушения. В манге об их прошлом известно больше: их обязанностью также было всегда следить, чтобы не родилась Сейлор Сатурн, но когда они наблюдали разрушение Лунного королевства от рук Тёмного королевства, то невольно позволили Сатурн родиться и уничтожить остатки королевств на Луне и Земле. Все четверо были перерождены, как и в аниме.
На Земле Сейлор Уран и Сейлор Нептун соответственно становятся Харукой Тэнно и Мичиру Кайо, партнёрами и любовниками, на год старше внутренних воинов. Они работали вместе какое-то время, позже к ним присоединились Сэцуна Мэйо (Сейлор Плутон), студентка колледжа, и Хотару Томоэ (Сейлор Сатурн), которая намного младше остальных воинов.
Внешние воины более опытны и ответственны даже в своей обычной жизни, отчего внутренние безумно ими восхищаются. В то же время они чересчур поглощены своей ролью воинов и не колеблются, если считают, что для победы нужны жертвы, из-за чего могут быть жестоки не только к врагам, но и по отношению к союзникам. В форме воинов они холодны и надменны даже к остальным воинам и не расположены принимать чью-то помощь. У каждого из внешних воинов есть своё особое оружие; Уран, Нептун и Плутон носят три талисмана, а Сатурн — Косу Безмолвия, способную уничтожать целые миры. Вообще внешние воины сильнее внутренних: Сейлор Уран физически сильнее всех, Сейлор Нептун дарованы особые видения с помощью зеркала, Сейлор Плутон может останавливать время, а Сейлор Сатурн уступает по силе лишь Сейлор Мун.
Плутон выступает посредником между Ураном с Нептуном и другими воинами.
На момент создания серии Плутон считался полноценной планетой, но после XXVI Ассамблеи Международного астрономического союза в 2006 году стал относиться к карликовым планетам.

## Униформа
Одежда, носимая воинами в матросках, напоминает популярный стиль японской школьной формы, сэра фуку или «матроски». Создательница Наоко Такэути признавалась, что идея такой формы принадлежит её редактору, Фумио Осано. Изначально костюмы всех воинов выглядели уникально для каждого из них, хотя и имели общую концепцию, но позже одежда была унифицирована. Среди воинов единственный костюм, серьёзно отличавшийся от остальных, носила Сейлор Венера, пока появлялась в образе Сейлор V, но в основном это происходило в одноимённой манге, созданной до выхода «Сейлор Мун».
Когда воины получают новые силы и способности, детали их униформы могут меняться, чтобы отобразить это. В начале в их форме есть уникальные детали (например, медальон на шее у Сейлор Нептун или «острые» перчатки у Сейлор Сатурн), но со временем они исчезают вплоть до того момента, когда различием становится лишь расцветка одежды. «Лунные» воины являются исключением, но остальные персонажи в течение серии проходят три фазы:
1. Их изначальные формы похожи друг на друга, но имеют некоторые индивидуальные особенности. Также они хоть и слабо, но отражают принадлежность к подгруппам; например, у внешних воинов нет полосок на воротниках, тогда как у внутренних есть одна-две или три[13]. В манге внешние воины несколько раз меняются, перед тем как окончательно сменить форму на второй вид, например форма их брошей с круга становится сердцем[9].
2. Вторые формы воинов более схожи между собой, хотя некоторые различия остаются, такие как форма серёжек и тип обуви. Когда Сейлор Мун и Сейлор Чиби Мун принимают эту форму, они становятся «Супер Сейлор Мун» и «Супер Сейлор Чиби Мун». В манге другие воины не меняют свои имена, хотя в аниме это происходит и с ними[14].
3. Их третьи формы полностью повторяют друг друга и богаче всего украшены. Сейлор Мун в этой форме носит имя «Вечная Сейлор Мун», приобретает крылья и теряет свою диадему; на других воинах эти три изменения не отражаются[15]. Эта форма никогда не появляется в аниме для кого-либо кроме Сейлор Мун.

Когда во второй сюжетной арке появляются воины в матросках из XXX века, они изображены в своих изначальных формах без всяких новшеств. Хронологически их появление произошло до того, как Такэути нарисовала какие-либо изменения в костюмах большинства героинь; никаких обоснований оправданности возвращения воинам первого костюма неизвестно.
У Сейлор Мун, в какой бы форме она не была, костюм всегда более детально проработан, чем у других. Среди прочих вещей в её первой форме у неё есть красные заколки в волосах, во второй — разноцветная юбка, а в третьей она получает крылья и трёхслойную юбку. Также с ней чаще случаются небольшие увеличения сил, чем с любым другим персонажем. Костюм Сейлор Чиби Мун меняется схожим образом: в виде Супер Сейлор Чиби Мун она практически идентична с Сейлор Мун. С другой стороны, третья форма у неё больше похожа на костюмы других воинов, чем на Вечную Сейлор Мун.
Воины из-за пределов Солнечной системы носят совершенно разные формы и единственное, что объединяет их всех, — матросский воротник.

## Другие воины
В ходе истории появляются воины с других концов галактики. В манге первыми из них появляется Сейлор Квартет. Они являются будущими компаньонами и защитниками Сейлор Малышки, точно такими же, как внутренние воины у Сейлор Мун. Вплоть до XXX века они находятся в глубоком сне, ожидая появления Сейлор Малышки, хотя какое-то время вынуждены участвовать в цирке Темной Луны.
В пятой сюжетной арке, особенно в манге, становится известно, что в галактике существуют тысячи воинов в матросках, защищающих звёзды, планеты и другие космические объекты. Эта арка связана с войнами в матросках, древней масштабной борьбой между всеми воинами в матросках и силами тьмы. В манге все предыдущие противники Сейлор Мун изображены как малые части этой галактической войны, каждый из которых был связан с извечным злом под названием Хаос.
Главная слуга Хаоса, Сейлор Галаксия, когда-то была сильнейшим воином и великой надеждой галактики. Желая подчинить Хаос, она оказалась поглощена им сама и начала буйствовать по всей галактике, подчиняясь его воле. К тому времени, когда она добралась до Земли, она собрала звёздные семена бесчисленного множества воинов, которых она либо подчинила себе, либо убила. Под её командованием находится множество воинов, когда-то бывшими одними из сейлоров, но оказавшиеся обращёнными к злу. В манге они были изначально воинами, предавшими и убившими истинных воинов в матросках своих планет в надежде быть вознагражденными Галаксией.
Из всех планет, атакованных ранее Галаксией, только на одной остались воины, которые продолжали ей противостоять. В этом выдуманном мире под названием Кинмоку жили наиболее известные из прочих воинов, Сейлор Старлайты. Старлайты — это трое воинов, прибывших на Землю в поисках своей принцессы Какю, о которой они верили, что она также выжила. На Земле они притворялись мужчинами — в манге переодеваясь ими, а в аниме физически перевоплотившись в них. Смена их пола в аниме не понравилась Наоко Такэути, часто выражавшей своё шоковое состояние от этого. В манге принцесса Какю, как и принцесса Серенити, сама является воином (Сейлор Какю).
И в аниме и в манге в этой арке появляется маленькая девочка по имени Чиби-Чиби. Она может превращаться в Сейлор Чиби-Чиби (на стикере во втором издании манги она называется Сейлор Чиби-Чиби Мун). Чиби-Чиби на самом деле не то, чем кажется. В аниме она является чистым истинным звёздным семенем Сейлор Галаксии, отосланным прочь, чтобы не оказаться поглощённым. В манге же она в действительности Сейлор Космос, предельная форма будущей Сейлор Мун. В манге злой и могущественный Сейлор Хаос также существует в будущем с Сейлор Космос.
Также в манге появляются и другие воины, такие как вторая неканоническая дочь Усаги, Коусаги, представляющаяся как «Параллельная Сейлор Мун» в юмористической короткой истории с таким же названием. Другая короткая история, The Story of the Hammer Price Shrine вертится вокруг двух девушек Наруру и Руруне, притворяющихся воинами, вместе с парнем, представившимся как Табби Маск. В мюзиклах также появляются другие воины, такие как Сейлор Астарта, Сейлор Батресс и другие. Кроме того в телесериале изображена Сейлор Луна.
Концепция воинов в матросках обладает таким потенциалом для вариаций, что она стала популярна в фанфикшине. Идея превратилась в мем, в котором фанаты серии создают своих собственных воинов в матросках, носящих уникальные костюмы и часто имеющих тщательно разработанные профили. Такие персонажи широко варьируются по своему внешнему виду и отношению к оригинальной истории.

## Сейлор кристаллы
Сейлор кристалл — по манге это название особых звёздных семян, данных воинам в матросках. В аниме Sailor Stars они называются «истинными» или «вечными» звёздными семенами.
В манге о кристаллах становится известно в арке Мечты, а подробности о них раскрываются в арке Звёзд. Пегас даёт кристаллы внутренним воинам в аниме, но в манге они получают их из разных мест. Сейлор Меркурий и Сейлор Юпитер получают свои от хранителей их сил, Сейлор Марс — от Фобоса и Деймоса, а Сейлор Венера — Артемиса. Во всех версиях Хотару даёт кристаллы другим трём внешним воинам. В то же время только в манге Такседо Маск получает Золотой кристалл Иллюзиона в качестве своего сейлор кристалла.
Сейлор Мун узнаёт о сейлор кристаллах и их силе от разговора с одним из Сейлор Старлайтов, Ко Ятэном, в котором ей объясняют, как были созданы кристаллы, чтобы защищать небесные объекты, к которым они привязаны. Манга объясняет, что все звёздные семена создаются в Галактическом Котле, священном месте в центре галактики, защищаемом хранительницей космоса. Некоторые семена вырастают в сейлор кристаллы и отправляются к планетам или другим небесным объектам, чтобы развиваться вместе с ними. Обычно сейлор кристалл находит кого-то, кто становится воином в матросках. Тогда этот воин становится хранителем соответствующего небесного объекта. После смерти человека, его звёздное семя возвращается в Котёл, где может выбрать остаться ли там или переродиться.
В основном кристаллы называют по именам воинов, которым принадлежат (например, кристалл Меркурия). Исключениями являются Серебряный Лунный кристалл у Сейлор Мун, Розовый Лунный кристалл у Сейлор Малышки и Золотой кристалл у Такседо Маска.
В аниме «истинные звёздные семена» главная повторяющаяся тема пятого сезона. Их природа полностью не объясняется, хотя некоторые детали раскрываются про обычные звёздные семена. Обычное семя перестаёт сиять, покидая тело владельца, который сам становится демоном или ложным воином в матросках. Те же семена, которые сияют вечно, являются истинными, собираемыми Галаксией.
В мюзиклах также не отображена природа кристаллов, а в телесериале они вообще не упоминаются.

## Критика
Произведения «Сейлор Мун» широко описываются через персонажей, как продолжительная 18-томная история о группе девушек, которые одновременно героичны, активны и эмоциональны, ответственны и амбициозны. Такая комбинация оказалась весьма успешной, и «Сейлор Мун» в виде и манги, и аниме стала популярна по всему миру.
Функция самих воинов в матросках анализируется критиками часто в терминах феминистских теорий. Сьюзан Напьер описывает воинов в матросках как «могущественных, но все ещё детей», полагая, что это потому что «Сейлор Мун» нацелена на девушек. Она замечает, что воины с готовностью принимают свои силы и судьбы и не переживают из-за них, что может быть воспринято как выражение власти и успеха. Воины также могут быть описаны, как объединяющие мужские и женские черты, являясь одновременно очаровательными и сильными. Как молодёжные героини они существенно отличаются от бесполых героинь произведений 1980-х, таких, как Наусика. Энн Эллисон замечает, что использование сэра фуку в качестве основы костюмов облегчило школьницам отождествление себя с воинами, но также и привлекло внимание мужчин к воительницам как к секс-символам.
Мэри Григсби полагает, что воины в матросках смешивают старые понятия и символы женственности с современными идеями, напоминая читателям ближайшее прошлое, когда женщины были равноценны мужчинам, но другие критики проводят параллели с современным архетипом персонажей — агрессивной женщиной-киборгом, указывая, что воины усилены своим магическим снаряжением.
Кадзуко Миномия описывает обычную жизнь девочек в серии как рисокё или «утопию». Они показаны наслаждающимися многими способами отдохнуть, такими как шоппинг, посещение парка развлечений и зависание в аркадном центре. В соответствии с Эллисон, Миномия указывает, что жизнь мужских супергероев обычно сложнее и труднее. Перевоплощение, которое происходит с воинами, называют «символично разделяющим» негативные аспекты персонажей (лень, например) и позитивные стороны супергероини.
Различие в характерах между воинами отражено в их причёсках, стиле одежды и магических предметах, что хорошо заметно по линиям кукол. Продажи кукол воинов в матросках в 1990-х перебили продажи Ликки-тян. Mattel полагает, что это произошло из-за смеси моды и экшена в сюжете «Сейлор Мун»; аксессуары к куклам включали в себя как модные вещи, так и оружие воинов.
Источником силы воинов является их взаимодействие и дружба с другими девушками, а не с парнями.
В отличие от женских персонажей «Power Rangers», которые в ходе серии становились более унисексовыми в своих костюмах и позах, костюмы воинов в матросках сильнее украшаются оборками и становятся более женственными.